# Hémopexine
L'hémopexine (HPX) est une glycoprotéine sanguine dont le rôle est de se lier aux molécules hèmes issues de la dégradation de l'hémoglobine. C'est un équivalent fonctionnel de l'haptoglobine, qui elle, se lie à la molécule hémoglobine entière.

## Synthèse
Elle est synthétisée semestriellement par le foie et plus accessoirement par le système nerveux central, le muscle squelettique, la rétine et les reins. Son gène est nommé HPX.

## Rôles
Le complexe hémopexine-hème se fixe sur le LRP1 (LDL receptor-related protein), permettant le transport jusqu'au foie, permettant la dégradation de l'hème. Il empêche ainsi l'hème de léser l'endothélium vasculaire, ce qui pourrait constituer une piste pour un usage thérapeutique en cas d'hémolyse.
Il semble également moduler la fonction de certains gènes et permet d'activer la transduction de certains signaux.
La concentration sanguine de l'hémopexine est inversement proportionnelle à celle de l'hème.